# Magnolia (Arkansas)
Magnolia è una località degli Stati Uniti d'America, capoluogo della contea di Columbia, nello Stato dell'Arkansas.